# Starke (Floryda)
Starke – miasto w Stanach Zjednoczonych, w stanie Floryda, siedziba administracyjna hrabstwa Bradford.